# Nusatidia
Nusatidia là một chi nhện trong họ Clubionidae.